# Vita e miracoli di Tieta d'Agreste
Vita e miracoli di Tieta d'Agreste è il sedicesimo romanzo scritto da Jorge Amado. Rappresenta una situazione drammatica classica, con una donna che torna ricca e potente nella cittadina da dove era stata cacciata, dal padre, 26 anni prima, quando ancora era adolescente.
Ne sono stati tratti una telenovela (Tieta) e un film (Tieta do Brasil).

## Caratteristiche narrative
Nel romanzo ci sono i tipici personaggi di una provincia povera ed arretrata, che lottano per la sopravvivenza, inseguendo piccole ambizioni in un ambiente sociale irrigidito dai preconcetti a cui alcuni di loro si ribellano.
È un quadro multicolore dei conflitti provinciali che precedono l'arrivo del progresso e le sue conseguenze. Sfondo paesaggistico delle vicende sono le grandiose dune di Mangue Seco, al confine fra lo stato di Bahia e del Sergipe.